# Hypognatha utari
Hypognatha utari är en spindelart som beskrevs av Levi 1996. Hypognatha utari ingår i släktet Hypognatha och familjen hjulspindlar. Inga underarter finns listade i Catalogue of Life.